# Colombo Neri
Colombo Neri (Fauglia, 1º ottobre 1904 – Pisa, 2 gennaio 1981) è stato un ciclista su strada italiano, professionista dal 1928 al 1930. Non ottenne alcuna vittoria nella massima categoria, tuttavia è degno di nota qualche piazzamento di rilievo, come il secondo posto al Giro di Campania 1927, il quinto posto al Giro del Veneto 1928, il secondo posto al Giro di Toscana dello stesso anno e il settimo, nella stessa corsa, l'anno successivo, il quinto posto alla Milano-Sanremo 1929 ed il sesto posto al Giro dell'Emilia del medesimo anno. Anche suo fratello Marcello fu corridore professionista.

## Piazzamenti

### Classiche monumento
- Milano-Sanremo

1929: 5º
1930: 24º